# Nation Estate
Nation Estate (deutsch Staatssitz) ist ein dänischer Kurzfilm von Larissa Sansour aus dem Jahr 2012. In Deutschland feierte der Film am 4. Mai 2013 bei den Internationalen Kurzfilmtagen in Oberhausen Premiere.

## Handlung
Der Nahostkonflikt könnte einfach gelöst werden, indem der Staat Palästina in einem gigantischen Wolkenkratzer entstünde.

## Kritiken
„Der Film packt in Science Fiction-Form ganz Palästina in ein Hochhaus. Im sterilen Inneren bleibt der sehnsüchtige Blick durchs Glas auf die frühere Heimat. In stilisierter Form und mit genauem Blick für Details inszeniert der Film eine Utopie des ungelösten Konflikts.“

## Auszeichnungen
Internationale Kurzfilmtage Oberhausen 2013
- Preis der Ökumenischen Jury